# 2395 Ахо
2395 Ахо (1977 FA, 1967 JB, 1974 SS1, 1977 DC2, 1979 QO1, 1982 BN1, 2395 Aho) — астероїд головного поясу, відкритий 17 березня 1977 року.
Тіссеранів параметр щодо Юпітера — 3,227.